# 까치상어
까치상어(Banded houndshark, Triakis scyllium)는 까치상어과에 속하는 까치상어의 종으로서, 러시아 극동 서부에서부터 중국에 이르는 북서태평양에서 흔히 볼 수 있다.
바닥 근처에서 볼 수 있으며 모래가 많거나 초목이 있는 얕은 해안 서식지를 선호하며 기수로 들어간다. 이 상어는 길이가 1.5미터에 달한다. 짧고 둥근 주둥이와 대체적으로 좁은 지느러미가 있다.
지느러미는 크고 삼각형 모양을 이룬다. 몸의 윗부분은 회색이고 아래는 밝은 편이다. 어린 상어는 어두운 반점이 있으며 나이가 듦에 따라 옅어진다.
야행성인데다가 대체적으로 홀로 생활하는 까치상어는 해저의 무척추동물과 경골어류를 잡아먹는다. 난태생으로 새끼를 낳는다. 여름에 교배한 뒤 암컷은 9~12개월의 임신 기간 이후 많으면 42마리의 새끼를 낳는다. 까치상어는 인간에게 해를 끼치지 않으며 억류된 환경에서도 잘 적응한다. 일본, 중화민국 등지에서 혼획되어 잡힌다. 까치상어를 낚는 것이 상어의 개체수를 감소시킨다고 보지 않기 때문에 국제 자연 보전 연맹(IUCN)은 까치상어를 관심대상종으로 분류하였다. 하지만 최근엔 영미권 위키백과나 IUCN에서 까치상어를 (위기)종으로 분류하였다.
급격한 개체수 감소와 특히 성어의 개체수가 빠르게 감소하고 있으며, 법적으로 멸종위기종이 되었는데도 포획이 금지되지도 않았기 때문.
여담=죽상어도 까치상어의 다른말이다.

## 생물 분류
까치상어에 대한 첫 과학적 기술은 일본의 건조 표본(dried specimen)을 기반으로 한 1838~41년 책 "Systematische Beschreibung der Plagiostomen"에서 독일의 생물학자 요하네스 페터 뮐러와 Friedrich Gustav Jakob Henle에 의해 저술되었다. 종소명의 경우 돔발 상어를 뜻하는 고대 그리스어 skylion이 어원인 scyllium으로 정했으며, 속은 Triakis로 분류했다. 해당 속 내에서 레오파드 상어(T. (Triakis) semifasciata)와 함께 아속 Triakis에 위치해 있다.

## 같이 보기
- 상어 목록